# Rudgöl (Nottebäcks socken, Småland)
Rudgöl är en sjö i Uppvidinge kommun i Småland och ingår i Mörrumsåns huvudavrinningsområde.